# ExoMars Trace Gas Orbiter
L'ExoMars Trace Gas Orbiter (TGO) és un orbitador de recerca atmosfèrica i transportador del mòdul de descens Schiaparelli que va ser enviat a Mart el 2016 com a part de la missió ExoMars liderada per l'ESA.
En la citada missió el TGO va lliurar el mòdul de descens estàtic ExoMars Schiaparelli  que es va estavellar amb la superfície de Mart. D'aleshores ençà, el TGO s'ha dedicat a registrar les fonts de metà (CH₄) i altres gasos al planeta roig que podrien ser evidència d'una possible activitat biològica o geològica. Aquesta investigació també ha ajudat a seleccionar el lloc d'aterratge de l'astromòbil Rosalind Franklin que previsiblement serà enviat a Mart a finals de 2028 a la recerca de biomolècules i biosignatures.

## Història
Les investigacions amb els observatoris terrestres i espacials han demostrat la presència de petites quantitats de metà en l'atmosfera de Mart que sembla variar amb la ubicació i l'hora. Això pot indicar la presència de vida microbiana a Mart, o un procés geoquímic com pot ser el vulcanisme o activitat hidrotermal.
El repte de discernir la font de metà en l'atmosfera de Mart va portar a la planificació independent per l'ESA i la NASA d'un orbitador cadascun que portaria instruments amb la finalitat de determinar si la seva formació és d'origen biològic o geològic, així com els seus productes de descomposició, com ara el formaldehid i el metanol.

### Intent de col·laboració amb la NASA
El Mars Science Orbiter (MSO) de la NASA es va preveure originalment en 2008 amb l'objectiu de llançament de finals de 2013. Els funcionaris de la NASA i l'ESA van acordar en comú els recursos i els coneixements tècnics i col·laborar per posar en marxa un únic vehicle orbital. L'acord, anomenat Mars Joint Exploration Initiative, es va signar el juliol de 2009 i proposat utilitzar un coet Atlas en comptes d'un Soiuz, que va alterar significativament l'ajust tècnic i financer de la missió ExoMars europea. Atès que l'astromòbil ExoMars es va planejar originalment per ser llançat juntament amb el TGO, un futur acord requeriria que l'astromòbil perdés el pes suficient per adaptar-se a bord del coet Atlas amb l'orbitador de la NASA. En lloc de reduir la massa del vehicle, gairebé es va duplicar quan la missió es va combinar amb altres projectes per a un programa de múltiples naus espacials dividides en dos llançaments Atlas V: l'ExoMars Trace Gas Orbiter (TGO) es va fusionar amb el projecte, que transportaria un mòdul de descens meteorològic programat per al seu llançament en 2016. L'orbitador europeu portaria diversos instruments destinats originalment pel MSO de la NASA, de manera que l'agència estatunidenca va reduir els objectius i es va centrar en els instruments de detecció de traces de gasos atmosfèrics per a la seva incorporació en l'ExoMars Trace Gas Orbiter de l'ESA.
Sota el pressupost de l'any fiscal de 2013 del President Obama lliurat el 13 de febrer de 2012, la NASA va posar fi a la seva participació en l'ExoMars a causa de les retallades pressupostàries per tal de pagar per l'excés de despeses del Telescopi espacial James Webb. Amb fons de la NASA per a aquest projecte cancel·lat, la majoria dels plans de l'ExoMars van haver de ser reestructurats.

### Col·laboració amb Rússia
El 15 de març de 2012, el Consell de governants de l'ESA va anunciar que seguia endavant amb el seu programa ExoMars en col·laboració amb l'Agència Espacial Russa (Roscosmos), amb la previsió de contribuir amb dos vehicles de llançament de càrregues pesants Proton i addicionalment un sistema d'entrada, descens i aterratge per la missió d'astromòbil de 2018.
Segons la proposta de col·laboració amb Roscosmos, la missió ExoMars es dividia en dues parts: la missió d'orbitador/mòdul de descens al març de 2016 que inclou el TGO i un mòdul de descens estacionari de 2,4 m de diàmetre fabricat per l'ESA anomenat Schiaparelli —també per ser llançat amb un coet rus Proton.

### Llançament de la primera nau el 2016
El 14 de març de 2016 es va llançar a l'espai la nau que contenia l'orbitador ExoMars Trace Gas Orbiter (TGO) i el mòdul de descens Schiaparelli.

### Endarreriments i suspensió de la segona missió

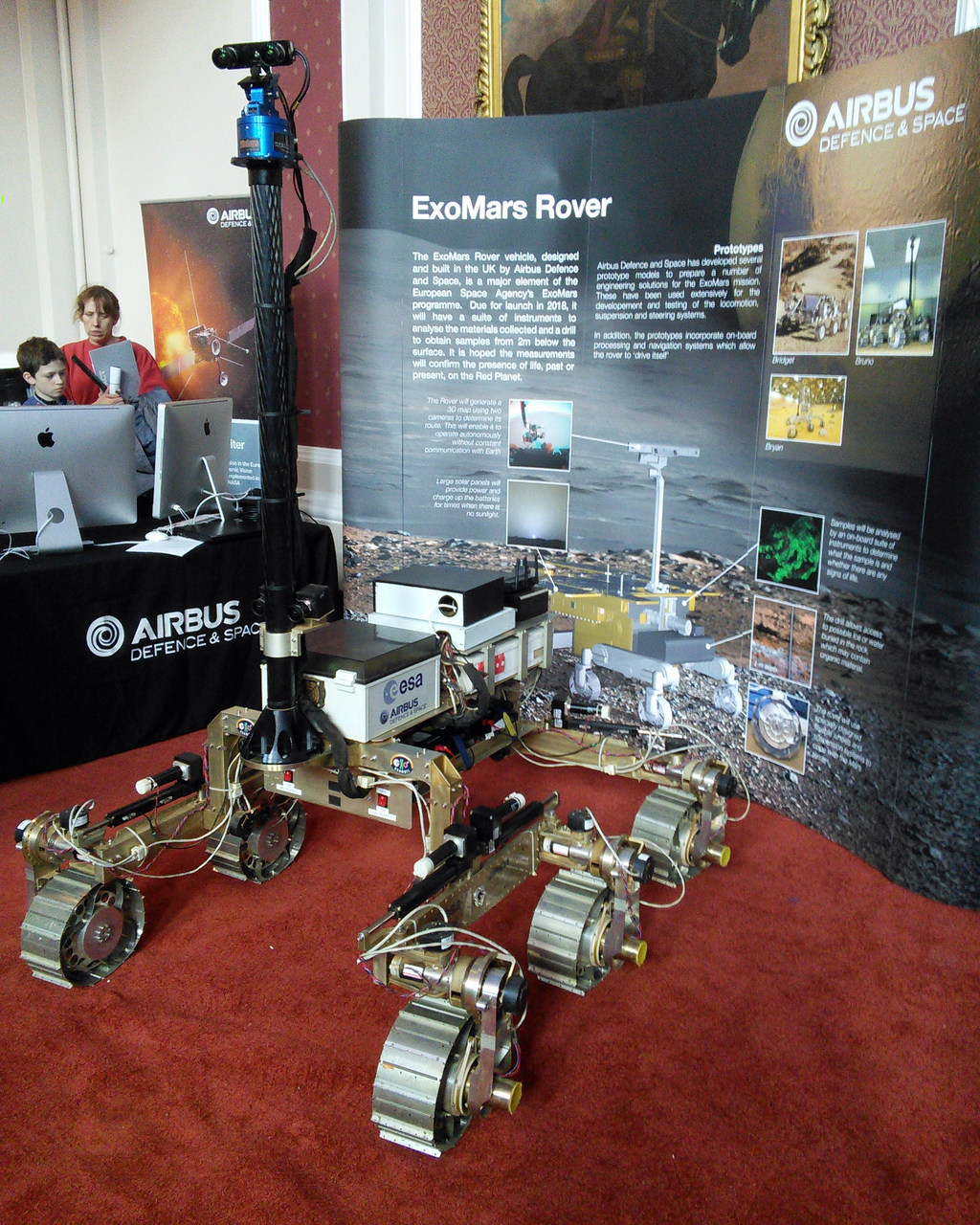
Un prototipus de l'astromòbil ExoMars al Festival de la Ciència de Cambridge

L'astromòbil estava previst que fos llançat el 2018 i aterrés a Mart a començament de 2019, però al maig de 2016 l'ESA va anunciar que el llançament es produiria el 2020 a causa d'endarreriments en les activitats industrials i els lliuraments dels instruments científics.
El 12 de març de 2020, es va anunciar que el llançament de la segona missió seria posposat al 2022 perquè el vehicle no estava llest per al seu llançament el 2020, amb endarreriments agreujats per les restriccions per viatjar durant la pandèmia de la COVID-19.
El 28 de febrer de 2022, es va anunciar que el llançament de la segona missió "era molt improbable" a causa de les sancions a Rússia en resposta a la invasió d'Ucraïna.
El 17 de març de 2022, fou abandonada la finestra de llançament de 2022, amb la suspensió permanent de la col·laboració amb Roscosmos.

### Represa de la segona missió
No obstant, al novembre d'aquell mateix any, els estats membres de l'Agència Europea de l'Espai (ESA) van comprometre 360 milions d'euros per a l'astromòbil Rosalind Franklin, que va incloure cobrir el cost de reemplaçar els components russos. Planejat ara el llançament per al 2028, l'astromòbil durà un espectòmetre de massa de nova generació, l'Analitzador de Molècules Orgàniques de Mart, o MOMA (per les seves sigles en anglès).

## Especificacions
Les especificacions són les següents:
Dimensions
- Bus central de 3,5m × 2m × 2m[38]

Propulsió

Mida del Trace Gas Orbiter comparat amb la Mars Express i un humà

- Motor principal de bicombustible líquid a 424 N que s'utilitzarà per entrar en l'òrbita de Mart i les maniobres

Energia
- 20m² de panells solars enterament coberts amb cèl·lules i capaç de girar en un grau, generant 2000 W de potència a Mart

Bateries
- 2 mòduls de bateries d'ió liti amb aproximadament una capacitat total de 5100 watt hores per proporcionar energia durant els eclipsis durant la missió primària

Comunicació
- Antena d'alt guany de banda X de 2,2 m amb un mecanisme de doble eix i un amplificador de tub d'ona progressiva de RF de 65 W per comunicar-se amb la Terra
- Transceptors de banda UHF Electra amb una sola antena helicoidal per comunicar-se amb els vehicles d'exploració de superfície i mòduls d'aterratge

Control tèrmic
- Control d'eixos de guinyada de la nau espacial per assegurar les tres cares que contenen la càrrega útil científica segueixen fredes

Massa
- 3732 kg – massa del TGO
- 4332 kg – massa de llançament incloent el mòdul de descens Schiaparelli

Càrrega útil
- Fins a 135,6 kg d'instruments científics

## Ciència

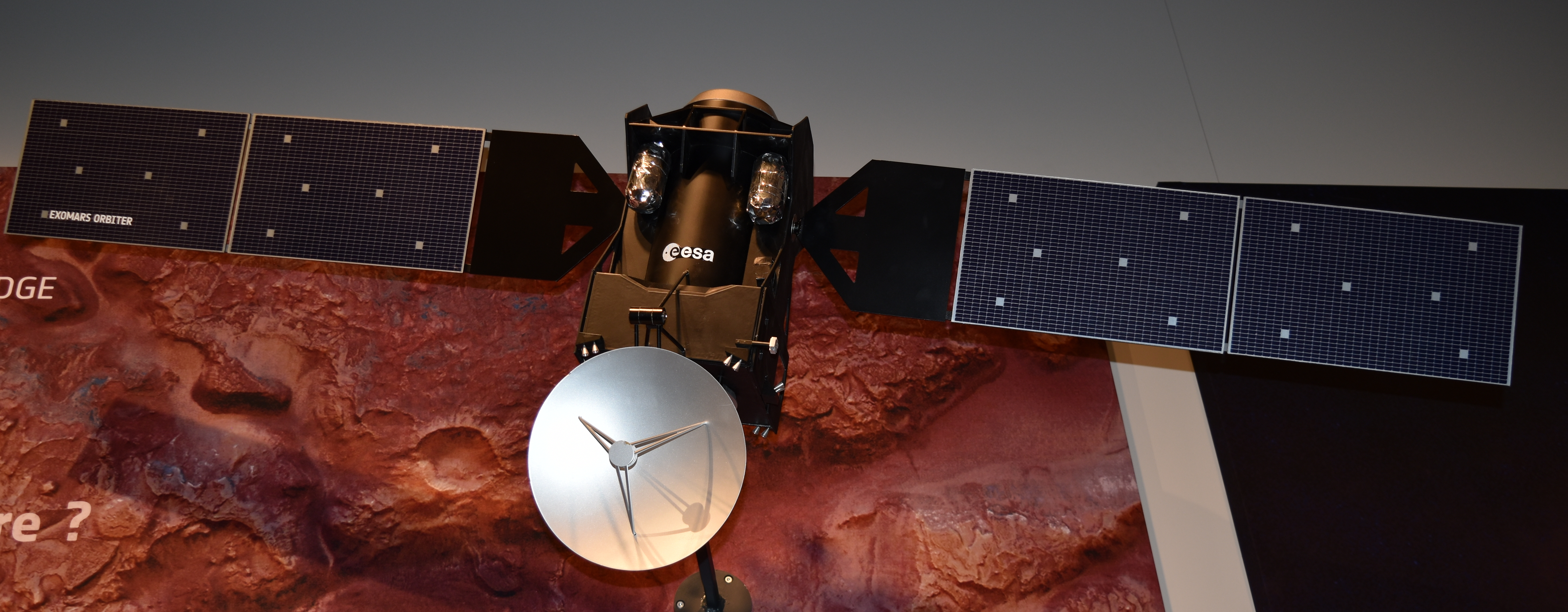
Model a escala del ExoMars Trace Gas Orbiter aparegut durant el Paris Air Show 2015

A la seva arribada a Mart, el TGO es va separar del mòdul de descens ExoMars Schiaparelli i va funcionar com a relé de telecomunicacions per a 8 sols després de l'aterratge. Posteriorment, el TGO a poc a poc va realitzar una aerofrenada durant set mesos en una òrbita més circular per a les observacions científiques. Servirà com a relé de comunicacions per a l'astromòbil Rosalind Franklin i continuarà servint com a satèl·lit de comunicacions per a futures missions que puguin aterrar-hi.
La missió ha cartografiat els nivells d'hidrogen just sota la superfície de Mart. Llocs en els quals es troba l'hidrogen poden indicar dipòsits de gel d'aigua, la qual cosa podria ser útil per a futures missions tripulades.
En particular, la missió es caracteritza per la localització de la variació temporal i espacial de les fonts per a una àmplia llista de traces de gasos atmosfèrics. Si es troba metà (CH
4) en presència de propà (C
3H
8) o età (C
2H
6), resulta que hi hauria un fort indici que els processos biològics estan involucrats. No obstant això, si el metà es troba en la presència de gasos com ara el diòxid de sofre (SO
2), això seria una indicació que el metà és un subproducte dels processos geològics.
Detecció
La naturalesa de la font de metà requereix mesuraments d'un conjunt de traces de gasos per tal de caracteritzar els possibles processos bioquímics i geoquímics. L'orbitador té una sensibilitat molt alta a (almenys) les següents molècules i els seus isòmers isotòpics:
aigua (H
2O), hidroperoxil (HO
2), nitrogen diòxid (NO
2), òxid nitrós (N
2O), metà (CH
4), acetilè (C
2H
2), etilè (C
2H
4), età (C
2H
6), propà (C
3H
8), formaldehid (H
2CO), àcid cianhídric (HCN), àcid sulfhídric (H
2S), sulfur de carbonil (OCS), diòxid de sofre (SO
2), clorur d'hidrogen (HCl), monòxid de carboni (CO) i ozó (O
3). Les sensibilitats de detecció es troben en nivells de 100 parts per trilió, millorat a 10 parts per bilió o millor fent una mitjana d'espectres, que podria ser presa en diversos espectres per segon.
Caracterització
- La variabilitat espacial i temporal: cobertura de latitud i longitud diverses vegades en un any de Mart per determinar les fonts regionals i les variacions estacionals (informats a ser grans, però encara controvertida amb la comprensió actual de la fotoquímica en fase gasosa a Mart.)
- La correlació de les observacions de concentració amb paràmetres ambientals de temperatura, pols i aerosols de gel (llocs potencials per a la química heterogènia.)

Localització
- Mapeig de múltiples rastrejadors (p. ex., aerosols, vapor d'aigua, CO, CH
4) amb diferents temps de vida fotoquímics i correlacions ajuda a restringir els models de simulació i els punts de les regions de font/embornal.
- Per aconseguir la resolució espacial requerida per localitzar les fonts podria requerir la localització de molècules en la part ~ 1 per mil milions de concentració.

### Càrrega útil
Com el Mars Reconnaissance Orbiter, el Trace Gas Orbiter és un orbitador híbrid de ciència-telecomunicacions. La massa de la càrrega científica és d'aproximadament de 115 kg i consisteix en:
- Nadir and Occultation for Mars Discovery (NOMAD) conté dos canals d'espectròmetre infraroig i un d'ultraviolat. Desenvolupat per Bèlgica.
- Atmospheric Chemistry Suite (ACS) té tres canals d'espectròmetre infraroig[48][49] Desenvolupat per Rússia.

NOMAD i ACS proporcionen la més àmplia cobertura espectral dels processos atmosfèrics de Mart fins ara. Dues vegades per òrbita, a l'alba i al capvespre local, que podran observar el Sol que brilla a través de l'atmosfera. És possible la detecció de traces atmosfèriques en nivell de parts per mil milions (de l'anglès parts-per-billion o ppb).
- Color and Stereo Surface Imaging System (CaSSIS) és una càmera estereogràfica d'alta resolució (4,5 m/píxel) per a la construcció de models d'elevació digitals exactes de la superfície de Mart. També serà una eina important per a la caracterització de candidats d'ubicació dels llocs d'aterratge per a futures missions. Desenvolupat per Suïssa.
- Fine Resolution Epithermal Neutron Detector (FREND) és un detector de neutrons que pot proporcionar informació sobre la presència d'hidrogen, en forma d'aigua o minerals hidratats, a la capa superior de la superfície de Mart.[49] Desenvolupat per Rússia.

### Relé de telecomunicacions
A causa dels desafiaments de l'entrada, descens i aterratge, els mòduls d'aterratge de Mart són molt limitats en massa, volum i potència. Per a les missions aterrades, això col·loca severes restriccions en la mida de l'antena i la potència de transmissió, que al seu torn redueixen en gran manera la capacitat de comunicació directa amb la Terra en comparació amb la nau espacial orbital. Com a exemple, la capacitat d'enllaços descendents en els astromòbils Spirit i Opportunity tenir solament 1/600a part la capacitat de baixada de dades de la Mars Reconnaissance Orbiter. La comunicació en relé adreça aquest problema en permetre que els vehicles en la superfície de Mart puguin comunicar-se utilitzant majors velocitats de dades a través d'enllaços de curt abast als orbitadors de Mart propers, mentre que l'orbitador assumeix la tasca de comunicar a través de l'enllaç de llarga distància a la Terra. Aquesta estratègia relé ofereix una varietat de beneficis clau pels mòduls d'aterratge a Mart: l'augment de volum de dades que retornen, els requisits d'energia reduïts, sistema de comunicacions de massa reduïda, augment de les oportunitats de comunicació, les comunicacions robustes d'esdeveniments crítics i ajuda de navegació in situ. La NASA va proporcionar un relé de telecomunicacions Electra i un instrument de navegació per assegurar les comunicacions entre les sondes i astromòbils en la superfície de Mart i els controladors a la Terra. El TGO va proporcionar al mòdul de descens Schiaparelliun relé de telecomunicacions. S'espera que funcioni també com a relé de comunicacions amb l'astromòbil Rosalind Franklin i altres missions que puguin aterrar a Mart en el futur.

## Resultats científics
El 15 d'abril de 2018 la nau espacial va prendre les seves primeres fotos de la superfície de Mart. El primer any d'operacions científiques va aportar gran quantitat de noves dades i descobriments científics, que van incloure noves observacions sobre l'estructura i composició de l'atmosfera marciana, sobre el coneixement dels núvols d'aigua-gel durant una tempesta de pols global, noves mesures de la densitat i l'estructura tèrmica atmosfèrica, estimacions del període del registre del clima de la capa de gel en el pol sud, confirmació que els processos de sequetat intensos són els responsables de les línies de pendent recurrent que apareixen en el cràter Gale, i mapes d'alta resolució d'hidrogen subterrani, que augmenten les quantitats conegudes de gel d'aigua a prop de la superfície.
L'abril de 2019, l'equip científic de la missió va informar dels primers resultats amb relació a la seva recerca de metà. Sorprenentment, el TGO no havia detectat cap quantitat de metà, malgrat que les seves dades eran més sensibles que les concentracions de metà trobades utilitzant l'astromòbil Curiosity, l'orbitador Mars Express i observacions preses des de la pròpia superfície marciana.